# Laisvallgruvan

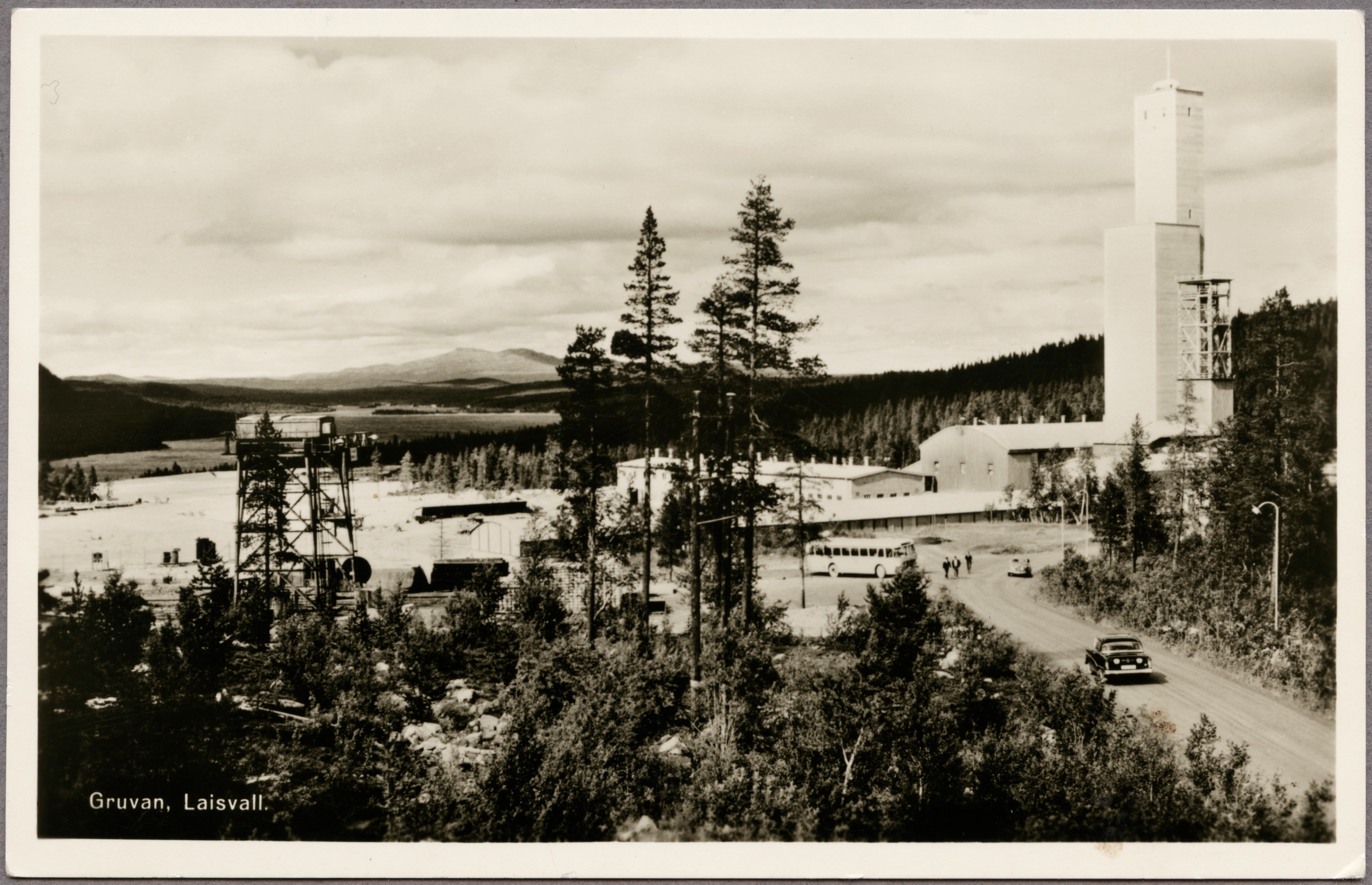
Laisvallgruvan ca 1960

Laisvallgruvan var en blymalmsgruva i Laisvall som drevs av gruvbolaget Boliden AB mellan 1943 och 2001.

## Historik
År 1938 upptäcktes mellan sjöarna Laisan och Aisjaure de blyförande stenblocken som gav upphov till gruvan.  Efter omfattande prospektering och först med den 13:e provborrningen kunde malmkroppen lokaliseras i april 1939. Boliden och staten träffade ett avtal 1941 om utvinning av fyndigheten i syfte att säkra landets tillgång till bly. År 1943 togs gruvan i drift med en årlig utvinning om 50 000 ton och man antog att gruvdriften bara skulle drivas under kriget. Gruvans tillkomst skildras i boken "Laisvallby 200 år".
År 1949 byggde man ett nytt anrikningsverk och 1949, då driften permanentats, var gruvan byggd för en årlig produktion om 500 000 ton. År 1959 tog man en ny slutkrosstation i drift och året efter öppnade företaget ådern Kautskymalmen. År 1975 fick man tillstånd att öka produktionen till 1 400 000 ton per år. Efter att ett nytt klarningsmagasin tagits i drift ökade produktionen åter, nu till 1 500 000 ton. År 2000 hade över 60 000 000 ton brutits sedan starten. Efter att malmen slutbrutits lades gruvan ner 2001.
Som mest arbetade 300-350 personer i gruvan, som ledde till att samhället med samma namn växte upp runt anläggningen. Försök att locka biltestbranschen till orten ledde inte till någon etablering och anläggningen avvecklades därför gradvis. Gruvlaven sprängdes hösten 2006.